# Raúl Pellón
Raúl Enrique Pellón fue un político y contador argentino, perteneciente a la Unión Cívica Radical. Se desempeñó como diputado nacional por la provincia de Santa Cruz, que fue electo como gobernador de aquella provincia en las elecciones de 1962, aunque nunca logró asumir el cargo ya que las mismas fueron anuladas por el golpe de Estado de ese año que derrocó al presidente Arturo Frondizi.

## Biografía
Pellón, quien era contador, comenzó su carrera como Ministro de Economía del gobernador Mario Paradelo, quien fue el primer gobernador de Santa Cruz tras la provincialización de este territorio. Se mantuvo en el cargo en la distintas gestiones radicales que se sucedieron en la provincia. Adhirió a la corriente que apoyó al presidente Arturo Frondizi, la Unión Cívica Radical Intransigente (UCRI).
En las elecciones legislativas de 1960 fue electo como diputado nacional, ocupando el segundo lugar en la lista por la UCRI. Posteriormente, fue electo como gobernador, siendo su compañero de fórmula el funcionario Juan Bark, quien hasta ese entonces se desempeñaba como secretario de cultura. Las elecciones fueron anuladas tras el golpe de 1962, que llevó al poder a José María Guido.
Pellón no volvió a participar en política, pero continuó residiendo en Río Gallegos.